# Jos van Emden
Jos van Emden (* 18. Februar 1985 in Schiedam) ist ein ehemaliger niederländischer Radrennfahrer.

## Karriere

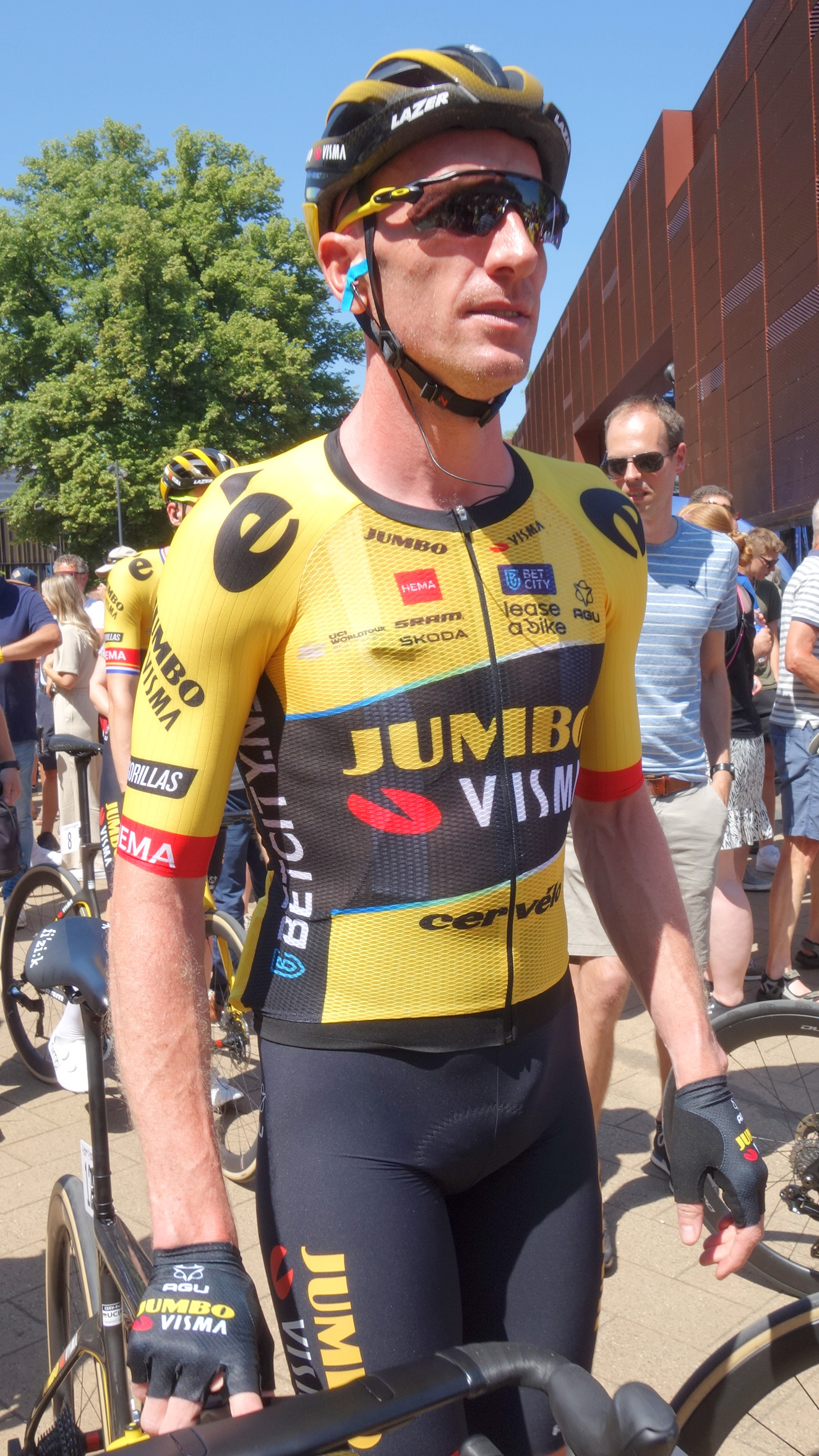
Jos van Emden bei niederländischen Meisterschaften 2023

Jos van Emden begann seine internationale Karriere 2006 bei dem UCI Continental Team Rabobank Continental, dem Farmteam des niederländischen UCI ProTeams Rabobank. Er gewann die Gesamtwertungen des Roserittet und des Triptyque des Barrages. Außerdem konnte er Etappensiege bei der Normandie-Rundfahrt, der Tour du Loir-et-Cher und beim GP Tell feiern. Bei den Straßen-Radweltmeisterschaften in Salzburg wurde er beim U23-Zeitfahren 22., im Straßenrennen Siebter. 2007 gewann er das Eintagesrennen Münsterland Giro und konnte diesen Sieg 2013 wiederholen.
Im September 2008 wurde von Emden Fahrer beim damaligen Team Rabobank, bei dem er bis zu seinem Karriereende blieb. Mit dem Giro d’Italia 2009 bestriit er seine erste Grand Tour und beendete diese als 161. der Gesamtwertung. In den Folgejahren war er vor allem bei Zeitfahren, insbesondere Prologen erfolgreich. 2010 wurde er niederländischer Meister in dieser Disziplin. In der Saison 2015 konnte er das Einzelzeitfahren der 4. Etappe der Eneco Tour gewinnen und damit sein erstes Rennen der UCI WorldTour. Beim Giro d’Italia 2017 gewann er das Abschlusszeitfahren und errang damit seinen größten Erfolg.
Bei den Straßenradsport-Weltmeisterschaften 2019 in Harrogate errang van Emden mit dem niederländischen Team den Titel in der erstmals ausgetragenen Mixed-Staffel. Seinen letzten Sieg erzielte er bei den niederländischen Meisterschaften im Jahr 2023, bei denen er zum dritten Mal Meister im Einzelzeitfahren wurde.
Bereits im August 2023 kündigte van Emden sein Karriereende zum Ende der Saison an. Zur Saison 2024 wurde er Mitglied der sportlichen Leitung seines ehemaligen Teams.

## Trivia
- Während des Bergzeitfahrens der vorletzten Etappe des Giro d’Italia 2014 hielt er an, um seiner Freundin einen Heiratsantrag zu machen, den diese annahm.[5]
- Bei den Europameisterschaften 2018 in Glasgow fuhr van Emden das Einzelzeitfahren in einem Zeitfahranzug seiner Landsfrau Ellen van Dijk, nachdem sein Koffer bei der Anreise verloren gegangen war.[6]
- Van Emden hat großes Interesse an Ornithologie.[7]

## Erfolge
2006
- eine Etappe Tour de Normandie
- eine Etappe Tour du Loir-et-Cher
- Gesamtwertung und Prolog Grand Prix Tell
- Gesamtwertung und eine Etappe Roserittet
- Gesamtwertung und eine Etappe Triptyque des Barrages

2007
- Münsterland Giro

2008
- eine Etappe Tour de Normandie
- eine Etappe Rhône-Alpes Isère Tour
- eine Etappe Vuelta Ciclista a León

2010
- Prolog Delta Tour Zeeland
- Prolog Ster Elektrotoer
- Niederländischer Meister – Einzelzeitfahren

2011
- Prolog Delta Tour Zeeland

2013
- Münsterland Giro

2015
- eine Etappe Eneco Tour

2016
- Prolog Ster ZLM Toer

2017
- Dwars door West-Vlaanderen - Johan Musseuw Classics
- eine Etappe Giro d’Italia

2018
- Mannschaftszeitfahren Tour of Britain

2019
- Mannschaftszeitfahren UAE Tour
- Prolog ZLM Tour
- Niederländischer Meister – Einzelzeitfahren
- Weltmeister – Mixed-Staffel
- Chrono des Nations

2023
- Niederländischer Meister – Einzelzeitfahren

## Grand-Tour-Platzierungen
| Grand Tour            | 2009 | 2010 | 2011 | 2012 | 2013 | 2014 | 2015 | 2016 | 2017 | 2018 | 2019 | 2020 | 2021 | 2022 |
| --------------------- | ---- | ---- | ---- | ---- | ---- | ---- | ---- | ---- | ---- | ---- | ---- | ---- | ---- | ---- |
| Giro d’ItaliaGiro     | 161  | 116  | 158  | –    | –    | 107  | –    | 120  | 117  | 99   | 104  | DNF  | DNF  | 89   |
| Tour de FranceTour    | –    | –    | –    | –    | –    | –    | 121  | –    | DNF  | –    | –    | –    | –    | –    |
| Vuelta a EspañaVuelta | –    | –    | –    | –    | –    | –    | –    | DNF  | –    | –    | –    | –    | –    | –    |